# Augusta Gordon

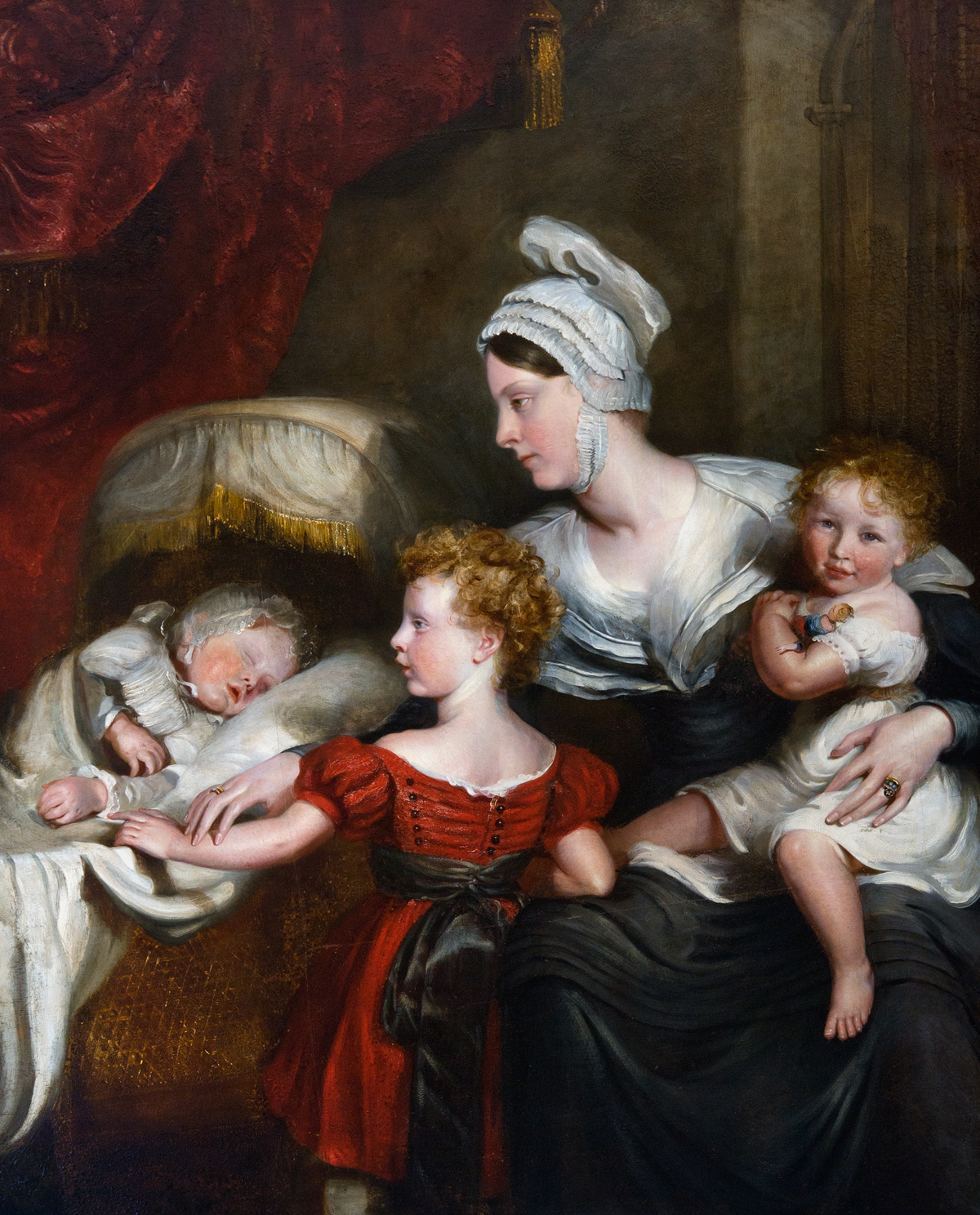
Augusta und ihre drei Kinder

Lady Augusta Gordon (* 17. November 1803 in Bushy House, Teddington, Middlesex als Augusta FitzClarence; † 8. Dezember 1865) war eine britische Adlige und Mutter der Schriftstellerin Wilhelmina FitzClarence.

## Leben
Augusta war vierte Tochter des britischen Prinzen William, Duke of Clarence, später König William IV., und seiner langjährigen Mätresse Dorothea Jordan. Augusta hatte vier Schwestern und fünf Brüder.
Augustas Tochter Wilhelmina schrieb später, dass Bushy House ein glückliches und geliebtes Zuhause war, bis es nach der Heirat von Prinz William mit Prinzessin Adelheid von Sachsen-Meiningen 1818 zu Ende ging. William und Dorothea trennten sich Ende 1811, da der verschuldete Duke auf eine reiche Heirat hoffte. Sie erhielt £4400 Abfindung und die Aufgabe für die Töchter zu sorgen. Das Geld reichte nicht für die Rückzahlung der Schulden. 1815 ging sie, um ihren Gläubigern zu entfliehen, nach Frankreich. Am 5. Juli 1816 starb sie allein. Den größten Teil ihres Geldes hatte sie ihrer ältesten Tochter gegeben, die aber von einem anderen Mann stammte.
Augustas Stiefmutter war sanftmütig und liebevoll zu den Stiefkindern. 1819 wurde die beiden jüngsten Schwestern von Franz Ludwig Freiherr von Bibra, einem Deutschen mit Kenntnis der Klassiker und der englischen Sprache, unterrichtet.

### Ehe mit John Kennedy-Erskine
Am 5. Juli 1827 heiratete Augusta Hon. John Kennedy-Erskine, einen jüngeren Sohn von Archibald Kennedy, 12. Earl of Cassilis. Er diente als Captain bei den 16th Lancers und war Stallmeister von König William. Von ihm hatte sie drei Kinder:
- William Henry Kennedy-Erskine (1. Juli 1828–5. September 1870), heiratete 1862 Catherine Jones und eines ihrer Kinder war die schottische Schriftstellerin Violet Jacob;
- Wilhelmina „Mina“ Kennedy-Erskine (27. Juni 1830–9. Oktober 1906), heiratete 1855 ihren Cousin William FitzClarence, 2. Earl of Munster und hatte neun Kinder;
- Augusta Anne Millicent Kennedy-Erskine (11. Mai 1831–11. Februar 1895), wurde nach dem Tod ihres Vaters geboren, heiratete 1855 James Hay Erskine Wemyss.

Ihr Mann starb am 6. März 1831, nur vier Jahre später. Am 24. Mai 1831 verlieh ihr Vater ihr den protokollarischen Rang einer jüngeren Tochter eines Marquess mit dem Prädikat „Lady“. Da ihr Vater nun König war, waren die Kinder nun häufiger am Hof. Dies gefiel aber der Duchess of Kent nicht, da sie ihrer Meinung nach einen schlechten Einfluss auf ihre Tochter Prinzessin Victoria hatten.
Die junge Witwe und ihre Kinder lebten in Railshead an der Themse neben dem Haus von Johns Eltern. König William besuchte seine Tochter häufig um sie zu trösten. Sie besuchte den König häufig in Windsor Castle.

### Ehe mit Frederick Gordon
Am 24. August 1836 heiratet Lady Augusta Lord Frederick Gordon, den dritten Sohn von George Gordon, 9. Marquess of Huntly. Gordon war ein Seemann und wurde 1868 Admiral der Royal Navy. Er und Augusta hatten keine gemeinsamen, überlebenden Kinder. 1843 nahm ihr Mann als Generalerbe des kinderlosen Halbbruders seines Vaters Lord Douglas Halyburton (1777–1841) den Familiennamen „Halyburton“ an.
Die in der Nachbarschaft lebenden Schwiegereltern aus erster Ehe waren mit der zweiten Ehe nicht einverstanden und zwangen das Ehepaar das Haus zu verlassen. Ihr Vater gewährte ihr eine Wohnung im Kensington Palace und die Stellung als State Housekeeper. Sie war hierin die Nachfolgerin ihrer verstorbenen Schwester Sophia. Dort lebte sie viele Jahre. 1847 unternahm sie eine dreijährige Reise auf den Kontinent und besuchte Deutschland, Frankreich und Italien. 1850 kehrte sie in den Kensington-Palast zurück und führte ihre Töchter in die Gesellschaft ein. Beide Töchter heirateten 1855 in einer Doppelhochzeit den 2. Earl of Munster und James Hay Erskine Wemyss.